# Donje Rataje
Donje Rataje (em cirílico: Доње Ратаје) é uma vila da Sérvia localizada no município de Aleksandrovac, pertencente ao distrito de Rasina, na região de Župa. A sua população era de 819 habitantes segundo o censo de 2011.

## Demografia
| 1948 | 1953 | 1961 | 1971 | 1981 | 1991 | 2002 | 2011 |
| ---- | ---- | ---- | ---- | ---- | ---- | ---- | ---- |
| 1146 | 1203 | 1158 | 1098 | 1045 | 1010 | 930  | 819  |